# Кетхуда

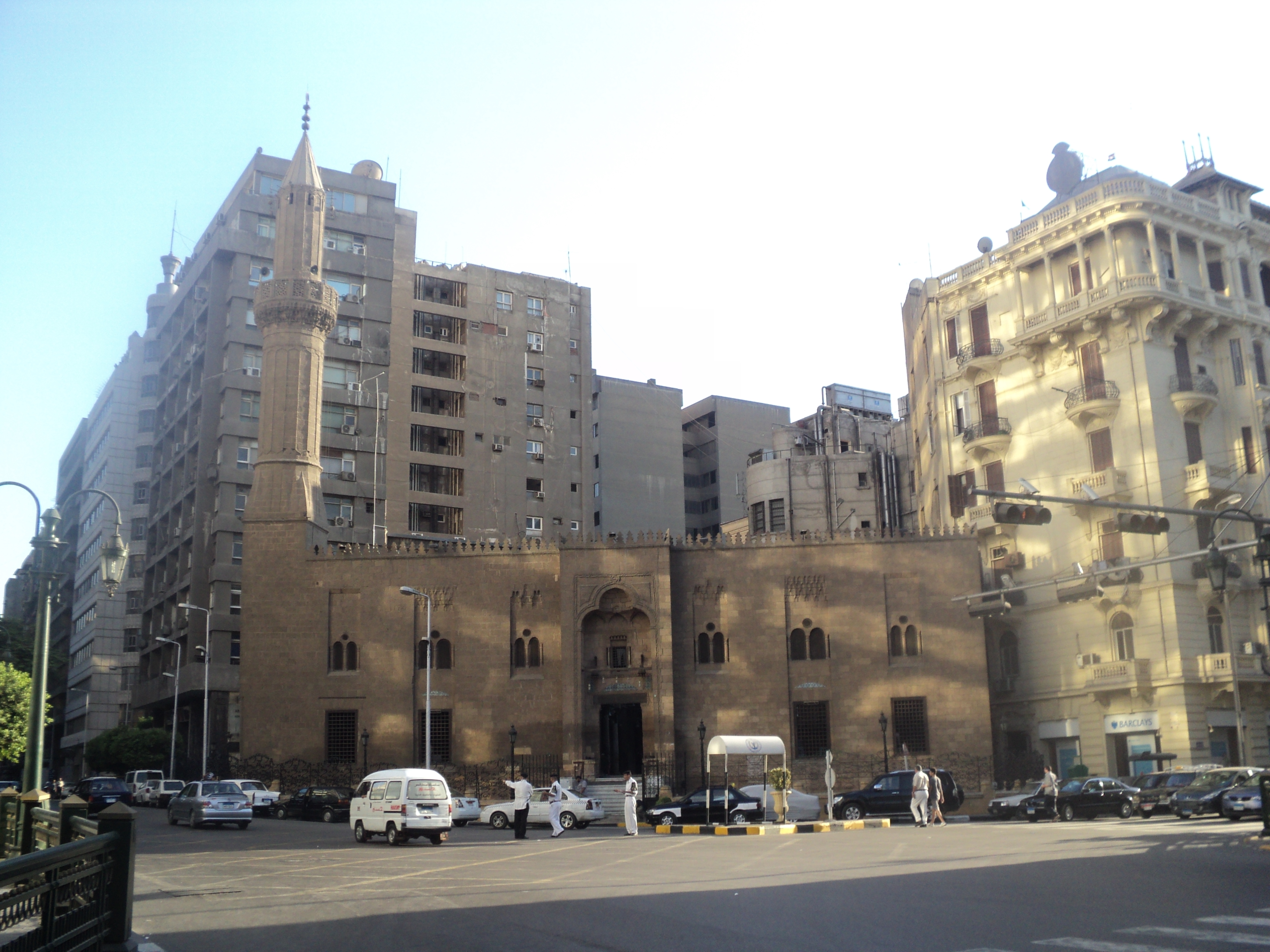
Мечеть кетхуды Османа в Каире, построенная им в XVIII веке.

Кетхуда́ или кедхуда́ (перс. كدخدا‎) — титул персидского происхождения, обозначающий главу общины. Происходит от персидского слова, имеющего значение «властелин дома» или «хозяин дома» (от пехл. катак-хватай).
В XV—XVIII веках в Персии, Средней Азии и Южном Казахстане лица, руководящие сельской общиной, носили титул «кетхуда-йи дих» (перс. کدخدای ده‎), а городской — «кетхуда-йи махалля» (перс. کدخدای محله‎). Руководитель общины выбирался из числа состоятельных жителей и утверждался представителями местной власти. Титул был наследственным и передавался от отца к сыну.
Староста еврейского квартала в персидских городах также назывался «кетхуда». Должность была выборной и пожизненной и носила полицейско-фискальный характер. В XIX веке данный пост стал терять свою значимость. Последний тегеранский кетхуда был отправлен в отставку в 1890-е годы.
В Османской империи термин «кетхюда» (искажённо — кяхья, осман. كهيا, كيخيا, كخيا‎) использовался достаточно широко и мог означать должность у сипахиев, янычар или на флоте, а также статус помощника какого-либо чиновника.